# Gadodiamid
Gadodiamid (łac. gadodiamidum) – organiczny związek chemiczny gadolinu stosowany jako środek kontrastowy w badaniu magnetycznego rezonansu jądrowego (MRI). Preparat stosowany jest w lecznictwie zamkniętym pod nazwą handlową Omniscan (producent GE Healthcare).

Przeczytaj ostrzeżenie dotyczące informacji medycznych i pokrewnych zamieszczonych w Wikipedii.